# Camila Queiroz
Camila Tavares de Queiroz Toledo (Ribeirão Preto, 27 de junho de 1993) é uma atriz, modelo e apresentadora brasileira. Ganhou notoriedade por interpretar Angel na novela Verdades Secretas.

## Biografia
Camila nasceu em Ribeirão Preto, no interior do estado de São Paulo. De família humilde, sua mãe, Eliane Tavares, é manicure, e seu pai, Sérgio Queiroz, era marceneiro. Camila tem duas irmãs: Caroline e Melina Queiroz, sendo ela a filha do meio.

## Carreira

### Início e ascensão artística
Com apenas 14 anos, foi morar sozinha na cidade de São Paulo, após ganhar o concurso Pernambucanas Faces em fase nacional e assinar contrato com a Ford Models. Com dezesseis anos, foi morar no Japão contratada por uma agência local. Aos dezoito anos, mudou-se para Nova York dando continuidade à carreira de modelo, onde participou de campanhas internacionais, como a da marca Armani Exchange.

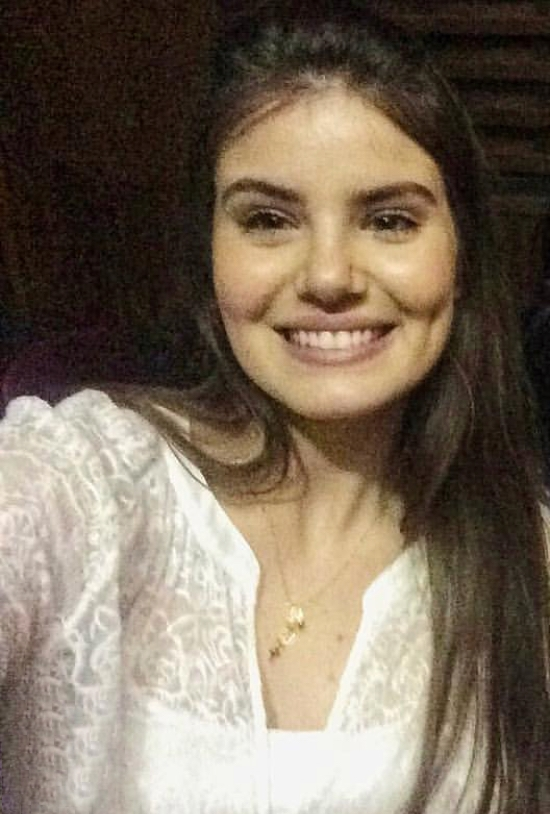
Camila Queiroz, 2016

Camila morou nos Estados Unidos por três anos, até seus 21 anos, quando em 2015 foi chamada para fazer um teste na Rede Globo para viver uma modelo na novela de Walcyr Carrasco, Verdades Secretas, onde passou e interpretou Angel, uma jovem ingênua que possui o sonho de ser uma modelo de sucesso, mas acaba trabalhando no mundo da prostituição de luxo. Ainda em 2015, também estreou como apresentadora do especial de fim de ano Festeja Brasil, ao lado de Márcio Garcia, apresentando novamente no final de 2016 ao lado de Joaquim Lopes.
Em 2016, repetiu parceria com Walcyr Carrasco e integrou no elenco da novela das seis Êta Mundo Bom! interpretando a caipira Mafalda. Em 2017, protagonizou ao lado de Mateus Solano, a novela das sete Pega Pega interpretando Luíza. Em 2019, viveu a vilã Vanessa na novela das sete Verão 90.

### Novos projetos estreaming
Em 2021, assinou com a Netflix e apresentou a versão brasileira do programa Casamento às Cegas: Brasil ao lado do marido Klebber Toledo. Em outubro do mesmo ano, deu vida novamente à personagem Angel na segunda temporada de Verdades Secretas, lançada pelo Globoplay. Em 2022, estrelou a série De Volta aos 15 interpretando a protagonista Anita Rocha, dividindo o papel com Maisa, que faz a personagem na adolescência. Assinou com a HBO Max para protagonizar o longa  Procura-Se ao lado do marido Klebber Toledo baseado na obra de Carina Rissi onde interpreta a mimada Alicia Moraes de Bragança e Lima.
Entre dezembro e janeiro de 2023 apresentou a segunda temporada do programa Casamento às Cegas: Brasil novamente ao lado de Klebber Toledo, o qual foi sucesso em audiência. Em 2023, após a polêmica participação na segunda temporada de Verdades Secretas foi escolhida para protagonizar a novela das seis Amor Perfeito, trama de Duca Rachid e Júlio Fischer. Em junho, apresentou a terceira temporada do programa Casamento às Cegas: Brasil novamente ao lado de seu marido, Klebber Toledo na Netflix.

## Vida pessoal
Entre 2013 e 2016, namorou o modelo Lucas Cattani. Em agosto de 2016, após o fim da novela Êta Mundo Bom! assumiu namoro com seu par romântico na novela, o ator Klebber Toledo, durante uma viagem a Bariloche, na Argentina. Em junho de 2017, durante o aniversário celebrado em conjunto, os atores ficaram noivos. Em agosto de 2018, se casaram em uma cerimônia religiosa no Essenza Hotel em Jericoacoara. Após o enlace, o casal decidiu usar o sobrenome um do outro: Camila passou a usar o sobrenome Toledo enquanto Klebber passou a usar o sobrenome Queiroz.

## Filmografia

### Televisão
| Ano           | Título                     | Personagem                               | Notas                  |
| ------------- | -------------------------- | ---------------------------------------- | ---------------------- |
| 2015          | Verdades Secretas          | Arlete Brito Gomes (Angel)               |                        |
| 2015          | Caldeirão de Ouro          | Apresentadora                            |                        |
| 2016          | Êta Mundo Bom!             | Mafalda Pereira Torres                   |                        |
| 2017          | Rock Story                 | Luiza Guimarães                          | Episódio: "5 de junho" |
| 2017–2018     | Pega Pega                  | Luiza Guimarães                          |                        |
| 2019          | Verão 90                   | Vanessa Dias                             |                        |
| 2021–presente | Casamento às Cegas: Brasil | Apresentadora                            |                        |
| 2021          | Verdades Secretas II       | Arlete Brito Gomes (Angel)               |                        |
| 2022–2024     | De Volta aos 15            | Anita Rocha                              |                        |
| 2023          | Amor Perfeito              | Maria Elisa Rubião Gouveia (Marê)        |                        |
| 2025          | Beleza Fatal               | Sofia Fernandes Paixão / Júlia Guimarães |                        |

### Cinema
| Ano  | Título                | Personagem                              |
| ---- | --------------------- | --------------------------------------- |
| 2022 | Procura-se            | Alicia Moraes de Bragança e Lima (Lili) |
| 2025 | Uma Mulher sem Filtro | Natália                                 |

## Teatro
| Ano  | Título                   | Personagem       |
| ---- | ------------------------ | ---------------- |
| 2018 | Isaura Garcia, o Musical | Seis personagens |

## Discografia

### Como artista convidado
| Título                                                 | Ano  | Álbum |
| ------------------------------------------------------ | ---- | ----- |
| "Amor de Interior" (Luan Santana feat. Camila Queiroz) | 2016 | 1977  |

### Videoclipe
| Ano  | Canção         | Artista       |
| ---- | -------------- | ------------- |
| 2016 | "Ela Vai Além" | Nego do Borel |

## Prêmios e indicações
| Ano  | Prêmio                     | Categoria                        | Trabalho                   | Resultado |
| ---- | -------------------------- | -------------------------------- | -------------------------- | --------- |
| 2015 | Prêmio Extra de Televisão  | Revelação Feminina               | Verdades Secretas          | Venceu    |
| 2015 | Prêmio Jovem Brasileiro    | Melhor Atriz Jovem               | Verdades Secretas          | Venceu    |
| 2015 | Capricho Awards            | Melhor Atriz Nacional            | Verdades Secretas          | Venceu    |
| 2015 | Prêmio Quem de Televisão   | Melhor Revelação                 | Verdades Secretas          | Venceu    |
| 2015 | Melhores do Ano            | Melhor Atriz Revelação           | Verdades Secretas          | Indicada  |
| 2015 | Prêmio F5                  | Revelação do Ano                 | Verdades Secretas          | Indicada  |
| 2015 | Troféu UOL TV e Famosos    | Revelação do Ano na TV           | Verdades Secretas          | Venceu    |
| 2015 | Melhores do Ano NaTelinha  | Ator ou Atriz Revelação          | Verdades Secretas          | Venceu    |
| 2016 | Troféu Imprensa            | Revelação do Ano                 | Verdades Secretas          | Venceu    |
| 2016 | Troféu Internet            | Revelação do Ano                 | Verdades Secretas          | Indicada  |
| 2016 | Melty Future Awards        | Cool Is Everywhere               | Verdades Secretas          | Indicada  |
| 2016 | Prêmio Jovem Brasileiro    | Melhor Atriz Jovem               | Êta Mundo Bom!             | Indicada  |
| 2016 | Prêmio Jovem Brasileiro    | Jovem do Ano                     | Êta Mundo Bom!             | Indicada  |
| 2016 | Capricho Awards            | Melhor Atriz Nacional            | Êta Mundo Bom!             | Indicada  |
| 2016 | Prêmio Extra de Televisão  | Melhor Atriz Coadjuvante         | Êta Mundo Bom!             | Indicada  |
| 2016 | Melhores do Ano            | Melhor Atriz Coadjuvante         | Êta Mundo Bom!             | Venceu    |
| 2016 | Prêmio Quem de Televisão   | Melhor Atriz Coadjuvante         | Êta Mundo Bom!             | Indicada  |
| 2017 | Troféu Internet            | Melhor Atriz                     | Êta Mundo Bom!             | Indicada  |
| 2017 | Capricho Awards            | Artista Nacional                 | Camila Queiroz             | Indicada  |
| 2017 | Capricho Awards            | Melhor Casal Real                | Camila e Klebber Toledo    | Indicada  |
| 2021 | Prêmio Notícias da TV      | Ator ou Atriz de Novela          | Verdades Secretas II       | Indicada  |
| 2021 | Prêmio Área VIP            | Melhor Atriz                     | Verdades Secretas II       | Indicada  |
| 2022 | SEC Awards                 | Melhor Atriz em Série Nacional   | De Volta aos 15            | Indicada  |
| 2022 | MTV Millennial Awards      | Maratonei por vc                 | De Volta aos 15            | Indicado  |
| 2022 | MTV Millennial Awards      | Miaw Fashion                     | Camila Queiroz             | Indicado  |
| 2023 | Prêmio iBest               | Apresentadores de TV/Streaming   | Casamento às Cegas: Brasil | Top 20    |
| 2023 | BreakTudo Awards           | Melhor Atriz Nacional            | Amor Perfeito              | Indicado  |
| 2023 | Prêmio Noticiasdetv.com    | Melhor Atriz Protagonista        | Amor Perfeito              | Indicado  |
| 2023 | Acervo Awards              | Atriz do Ano                     | Amor Perfeito              | Venceu    |
| 2023 | Prêmio ArteBlitz de Novela | Melhor Atriz Protagonista        | Amor Perfeito              | Indicado  |
| 2023 | Prêmio ArteBlitz de Novela | Melhor Casal (com Diogo Almeida) | Amor Perfeito              | Indicado  |
| 2024 | SEC Awards                 | Melhor Atriz em Novela           | Amor Perfeito              | Venceu    |
| 2024 | Prêmio iBest               | Influenciador São Paulo          | Camila Queiroz             | Top 20    |
| 2025 | Prêmio iBest               | Protagonista Influenciador       | Beleza Fatal               | Pendente  |
| 2025 | SEC Awards                 | Melhor Atriz em Novela           | Beleza Fatal               | Pendente  |